# Godert de Leeuw
Godert de Leeuw (Ermelo, Gelderland, 31 de juliol de 1967) va ser un ciclista neerlandès, que fou professional entre 1996 i 1997.

## Palmarès
- 1991
  - 1r a la Ronda van Midden-Nederland
- 1993
  - 1r a la Ronda van Midden-Nederland
  - Vencedor d'una etapa al Teleflex Tour
  - Vencedor d'una etapa a l'Olympia's Tour
- 1994
  - Vencedor d'una etapa al Teleflex Tour
- 1995
  - Vencedor d'una etapa al Teleflex Tour
- 1996
  - 1r al Trofeu Alcúdia
- 1997
  - 1r a la Dwars door Gendringen
  - 1r a l'Omloop van het Meetjesland
  - Vencedor d'una etapa a la Volta a Renània-Palatinat
  - Vencedor d'una etapa a la Zeeuws-Vlaanderen Wielerweekend